# Wólka Zapałowska
Wólka Zapałowska – wieś w Polsce, położona w województwie podkarpackim, w powiecie jarosławskim, w gminie Wiązownica.
| SIMC    | Nazwa      | Rodzaj    |
| ------- | ---------- | --------- |
| 0612973 | Czeterboki | część wsi |

W latach 1975–1998 miejscowość administracyjnie należała do województwa przemyskiego.
Przez wieś przebiega droga wojewódzka nr 865.
W 1867 roku wieś znalazła się w powiecie cieszanowskim. 
W II Rzeczypospolitej wieś należała do powiatu cieszanowskiego, a od  1923 powiatu lubaczowskiego w województwie lwowskim. 1 kwietnia 1930 do Wólki Zapałowskiej włączono przysiółek Czeterboki z gminy jednostkowej Stare Sioło w tymże powiecie. 15 czerwca 1934 włączona do powiatu jarosławskiego. 1 sierpnia 1934 w granicach nowo utworzonej zbiorowej gminy Laszki w powiecie jarosławskim.
14 marca 1946 w walkach z nacjonalistami ukraińskimi z OUN-UPA poległo 17 żołnierzy Wojska Polskiego.
1954–72 w granicach gromady Zapałów w województwie rzeszowskim. Od 1973 w gminie Wiązownica.
W 1908 roku powstała jednoklasowa szkoła ludowa. Zlokalizowany w miejscowości Wólka Zapałowska odwiert rozpoznawczy Zapałów–3K doprowadził w roku 2020 do odkrycia nowego złoża wysokometanowego gazu ziemnego.